# Википодаци
Википодаци (енгл. Wikidata) је база знања коју колаборативно уређују корисници и коју одржава Фондација Викимедија. Сврха јој је да буде заједнички извор одређених врста података (нпр. датуми рођења), које користе други Викимедијини пројекти као што је Википедија. У том смислу је слична Викимедијиној остави где се складиште медијске датотеке којима се приступа са других Викимедијиних пројекта. 

## Историја развоја
Викидата је покренута 30. октобра 2012. године, и представља први нови пројекат Фондације Викимедије од 2006. године.
Стварање овог пројекта су финансирале донације Алленовог Института за вештачку интелигенцију, Фондације Гордона и Бети Мур, Гугл, итд. За овај пројекат је сакупљено укупно 1,3 милиона €. Иницијални Развој пројекта је надзирала Викимедија Немачке и био је развијан У Три фазе.
- Централизација вишејезичних линкова - линкови између Википедијиних чланака о истој теми на различитим језицима
- Стварање централног места за податке у инфокутијама за све Википедије
- Стварање и ажурирање пописа чланака на темељу дана у Викидати
- Прва фаза је покренута 30. октобра 2012 и то је је омогућило да се стварају ставке и пуне основним информацијама..;Ознаке-имена или наслови, алиаси-
- Алтернативни изрази за ознаку, описи и међујезични линкови за све Википедијине чланке о истој теми.
- Сваки чланак се идентифицира јединственим бројем, коме се додаје префикс Q---нпр. за политику је да Q7163. Ово омогућава да се ознаке, алиаси и описи преводе без фаворизирања једног језика.

Викидата је испочетка била самостално складиште вишејезичних линкова. Ниједно језичко издање Википедије није могло имати приступ Викидати, те је морало имати властите сетове вишејезичких линкова. 14. јануара 2013. године Википедија на мађарском језику је постала прва која је омогућила опцију вишејезичких линкова преко Википодатака. Ова могућност се проширила на Википедије на хебрејском и италијанском језику 30. јануара. Постављање се наставило и на Википедији на енглеском језику 13. фебруара, а 6. марта се планира и за све друге Википедијине језике.
Први аспекти Друге фазе су постављени 4. фебруара 2013. године, чиме је уведено повезивање кључних вредности (Изјаве; Енглески: извештаји) у Викидатиним уносима. Вредности су испочетка ограничени на два типа података (Ставке и слике на Викимедиијној остави), други типови података (као координате и датуми) ће следити касније. Претпоставља се како Ће приступ подацима Википедија Викидате из друге фазе бити постепен код разних издања Википедије. Прво ће пристуип добити википедије на мађарском, италијанском и јеврејском језику за које се претпоставља да ће се тај процес довршити до краја марта.

## Међујезички линкови
Пре Викидате Међујезички линкови између свих језика сваке стране Википедије са повезаношћу са Викидатом користи језичке везе које су складиштене да би повезале језичке линкове који се налазе у левој колони. Традиционалне интервики везе у страницама вики - текста су и даље још увек препознатљиви, и једноставно замењују информације за тај текст (ако их има) из Викидате. Ако је чланак повезан са Викидатом, онда ће приказати све линкове тамо наведене, поред свих веза који су ушли у чланак вики-текста. У случају неког сукоба или интернационалних разлика између локалне везе и везе са Викидатом за наведен језик биће приказана локална веза: Викидата линкови ће се за све остале језике и даље приказивати. Ако чланак још увек није повезан са Викидатом онда ће исти приказати све везе које су повезане у чланку Вики-текста. У неким случајевима може се десити да предмет Викидата одговара члану, али енглеска википедијина страница и даље неће бити повезана са њим. Али у току рутинског одржавања викидате овај програм ће бити решен.

### Нови чланак
К1- прво треба направити чланак КСЕН; знамо да већ постоји чланак на википедији за исту тему под називом КССБ. Интервики везу правите на следећи начин: Идите на КССБ, са леве стране, треба да постоји листа интервики линкова. Поред тих линкова треба да стоје иконица са нацртаном оловком. Кликните на оловку, и она ће вас довести на страницу викидате (тачка) за КССБ. Следећи корак је да одете на дно ставке, кликните на „адд“, попуните у отвореним предметима језик код (на пример, "ен" за енглески језик ) и назив чланка који сте креирали (КСЕН). Затим кликните на "саве". Ви сте завршили са процесом. У случају да се оловка не појави, идите на викидата. У главном панелу (у векторинтерфејсу, са леве стране) лоцирати "артикл под називу", па онда кликнете на "тачке по називу". На тој страници коју сте отворили попуните језички код (на пример, "сб" за свахили језик) и име странице на одговарајући википедији (КССБ). Затим кликните на "претрага". У случају да ставка већ постоји, идите на дно ставке, кликните на "адд", попуните у отвореним случајевима језички код ( "ен" за енглески језик) и назив чланка који сте ви креирали (КСЕН). Затим кликните на иконицу сачувати. Самим тим ви сте завршили са процесом. Уколико главна ставка из неког разлога и даље не постоји, креирајте нову тако што ћете кликнути на "направи ставку", своје име (КСЕН) и пожељно би било ставити и опис ставке. Затим додати на ставку интерјезичке везе као сто је описано горе. У случају да планирате да додајете интерјезичке везе учестало (веома често) највероватније чете желети да укључите нову опцију. Та нова опција назива се гајет (скуп међународних википедија). Он ће бити доступан вашим викидата гајетима. Када је гајет укључен а ви сте на страни тог вашег рада, кликните на "увоз међународних википедија", у менију са леве стране. Барем за неко време, стари начин додавања тих интернационалних језичких веза (само их додате у википедија страници) ће и даље радити, али врло вероватно ће мањи ботови проверити те ваше нове чланке.

### Инфобокс
Википедија садржи информације на многим језицима који се могу поново користити на википедији, поготово у инфокутијама. Избор да користите ове информације је у потпуности препуштена самој википедији а будућим заједницама које желе да мењају софтвер саме википедије ће им само пружити могућност да преузимају информације из викидата по жељи. На пример, неки вики-текст може питати за атомски број хемијског елемента, становништва једне земље, итд. Викидата ће подржати везе за све податке. Ова фаза пројекта викидате је у ствари једна велика целина, и док су на располагању неки његови делови на викидати, остали делови су још увек у развоју.